# Буякова, Вера Васильевна
Вера Васильевна Буякова (бел. Вера Васілеўна Буякова; род. 23 апреля 1924, п. Заболотье, Белыничский район) — звеньевая колхоза «Наша победа» Белыничского района Могилёвской области, Белорусская ССР. Герой Социалистического Труда (1966).

## Биография
С 1959 года — звеньевая льноводческую звена, в 1967—1977 годах — заведующая производственным участком колхоза «Наша победа» Белыничского района.
Указом Президиума Верховного Совета СССР от 30 апреля 1966 года за успехи по увеличению производства и заготовок льна удостоена звания Героя Социалистического Труда с вручением ордена Ленина и золотой медали «Серп и Молот».